# Lopez
Lopez é um município de primeira classe de renda municipal (d) na província Quezon, nas Filipinas. De acordo com o censo de 1 de maio  de  2020 possui uma população de 94 657 pessoas e 23 432 domicílios.